# EuroVOD
 (mars 2020).
EuroVod  (ou Euro Video On Demand) est un réseau de plateformes indépendantes de vidéo à la demande créé en 2010 en France, spécialisé dans le cinéma européen et d'auteur.

## Activités
Il se concentre sur la défense de la diversité culturelle européenne et, pour ce faire, utilise la vidéo à la demande comme nouvelle chaîne légale pour distribuer des contenus audiovisuels afin de pouvoir distribuer des ressources et promouvoir la production de plus de cinéma européen.
Avec des membres dans 12 pays, le réseau EuroVod est en constante expansion et compte désormais 385 millions d'audience avec une bibliothèque de plus de 10 000 titres.

## Dirigeants
- Jean-Yves Bloch : Président[1]
- Silvia Cibien : Déléguée général[1]